# Barthélemy Carré
Barthélemy Carré, né en 1636 et mort après 1700, est un ecclésiastique français du Grand Siècle qui a effectué deux voyages en Asie (1668 et 1674) pour le compte de Colbert, en relation avec la Compagnie des Indes orientales.

## Biographie
Né en 1636 dans une famille aisée de la région de Blois, il est ordonné prêtre, puis devient aumônier sur les vaisseaux du roi. 
En 1664, la France voulant rattraper son retard par rapport à la Hollande et à l'Angleterre dans le domaine du commerce maritime, Colbert crée la Compagnie française des Indes orientales. Il confie à l'abbé Carré la mission de le représenter Indes, de porter les instructions du roi et d'aider à l’établissement de la compagnie dans ces régions, d'écrire des rapports, notamment sur le fonctionnement des compagnies de commerce dans cette partie du monde.
L'abbé Carré quitte la France en mars 1668 en direction des Indes, dont il longe la côte occidentale du sud au nord avant de rejoindre Socotra et le golfe Persique, puis vient à Surate, où il assiste François Caron, directeur de la compagnie, pour y établir un comptoir. Il se rend en caravane jusqu'à Bassora, puis retourne à Surate, mais Caron le renvoie en France. 
Il quitte le navire[pas clair] et rejoint la Méditerranée par voie de terre en traversant la Perse, la Mésopotamie et le Liban, où il s'embarque pour Marseille qu'il atteint à la fin de l’année 1671. 
Il est renvoyé en Orient une seconde fois en 1674, selon un itinéraire différent. Il débarque en Syrie, rejoint l’Euphrate, qu'il descend en bateau, puis se dirige vers l'Inde. Il traverse toute l’Inde du Nord jusqu’à Madras, assiste au siège de St Thomé occupé par l'escadre française de Blanquet de La Haye, puis revient à Surate en effectuant une circumnavigation du sous-continent. Il retourne alors en l’Europe suivant un chemin qu’il connaît désormais bien, et doit affronter de multiples difficultés le long du golfe Persique (où il observe les pêcheurs de perles), sur le Tigre et l'Euphrate, puis jusqu'en Méditerranée.
Il relate ses voyages dans des ouvrages relatant de nombreuses aventures : par exemple les conflits qu'il traverse, comment il a sauvé de la mort six Turcs enterrés jusqu'au cou destinés à être décapités, comment il a baptisé une centaine de petites filles vouées à mourir de soif en Perse, alors qu'elles étaient vendues pour le sérail. Il raconte qu'il s'est fait détrousser à Falloudja, qu'il a dû combattre des brigands, chasser les fauves, et croiser des déserteurs sur les routes, ou dans une caravane, rencontrer deux Géorgiennes qui ont été achetées par un riche marchand du bazar, etc. Il comprend également que la Compagnie est une entreprise à l'avenir incertain.
Malgré ces deux missions lointaines, revenu en France, l'abbé Carré tombe en disgrâce, car il est réputé pour son manque de diplomatie et son caractère difficile, alors que l'entreprise de la Compagnie des Indes Orientales doit affronter des échecs, ce dont Colbert est bien conscient. 
L'abbé Carré semble être devenu directeur spirituel de communautés religieuses féminines et n'entreprend plus de voyages lointains. 
Il publie en 1699 une partie du récit de sa première aventure en Orient qu'il intitule Voyages des Indes orientales mêlé de plusieurs histoires curieuses, avant de mourir à une date inconnue.

## Publications
- Voyage des Indes orientales, mêlé de plusieurs histoires curieuses, Paris, Claude Barbin, 1699, disponible sur Google Books
- Barthélemy Carré, Le Courrier du Roi en Orient. Relations de deux voyages en Perse et en Inde. 1668-1674, édition du professeur Dirk Van der Cruysse, Paris, Fayard, 2005, 1 210 pages  (ISBN 2-213-62482-8)

## Source
- Notice biographique de Rémi Mathis